# シドニー・ヴァルピー・ラドリー＝ウォルターズ
シドニー・ヴァルピー・ラドリー＝ウォルターズ(英語: Sydney Valpy Radley-Walters、1920年1月11日 - 2015年4月21日)は、カナダの軍人。最終階級は陸軍准将。第二次世界大戦では戦車撃破数18両を記録したカナダトップの戦車エースである。

## 経歴
1920年1月11日、自治領カナダのガスペに生まれる。
1940年にビショップス大学を卒業し、同じ年にカナダ陸軍シェルブルック軽騎兵連隊に入隊した。シェルブルック軽騎兵連隊は1942年1月に第27機甲連隊へ再編され、10月にはイギリスへ派遣された。第27機甲連隊は第2カナダ装甲旅団を構成しており、1944年6月6日のノルマンディー上陸作戦の際には第3カナダ歩兵師団の援護に当たっている。ラドリー＝ウォルターズは上陸作戦の間、M4中戦車部隊の指揮官を務めた。6月7日、彼の部隊はサン＝ジェルマン＝ラ＝ブランシュ＝エルブ付近でドイツの第12SS装甲師団と交戦状態に入り、彼はIV号戦車を撃破するなどの戦功を上げた。これが彼にとっての初戦果である。
ちなみに1944年8月8日、SS第101重戦車大隊に所属していたドイツの戦車エース・ミハエル・ヴィットマンの乗るティーガーIを撃破したのは彼のシャーマン・ファイアフライであるとされている。ただ、これまでにその事実を裏付ける決定的な証拠はない。また、イギリス陸軍所属のファイアフライ砲手ジョー・エキンズは自身がヴィットマンを撃破したと主張していた。しかし、近年の研究によりヴィットマンを撃破したのはカナダのファイアフライである説が有力視されている。
ラドリー＝ウォルターズはノルマンディーやファレーズ・ポケットなどでその優秀な部隊指揮が評価され、殊功勲章や武功十字章を受章している。この間、彼は2度負傷した。マーケット・ガーデン作戦では、アメリカ陸軍第101空挺師団と合流し援護に当たっている。彼は終戦までに18両の戦車や多数の装甲車を撃破したが、この記録はカナダだけでなく西側の連合国においてもトップである。1945年7月に中佐へ昇進。また占領軍としてシェルブルック軽騎兵連隊を率いた。
第二次世界大戦後はキプロスやエジプトでの平和維持活動に従事した。1957年、ラドリー＝ウォルターズは第8カナダ軽騎兵連隊 (ルイーズ王女)の司令官に就任。その後彼はパリにあるNATO国防大学に入学し、1961年6月から1962年7月まで欧州連合軍最高司令部に在籍した。カナダへ帰国後はカナダ軍基地ボーデンにある王立カナダ機甲学校の司令官となった。1966年には長官としての教育をうけたのち、オタワにあるカナダ軍最高司令部に入った。1968年6月には准将へ昇進し、ペタワワ駐屯地部隊の司令官に就任した。1971年にカナダ軍基地ゲージタウンのトレーニングセンター司令官へ転属している。
ラドリー＝ウォルターズは1974年12月に退役した。カナダの軍情報誌では2度、彼の指揮に関する特集記事が組まれたことがある。2015年4月21日に死去。